# 腓特烈·馬格努斯一世
腓特烈·馬格努斯一世（德語：Friedrich Magnus I.，1521年10月1日—1561年1月13日），索爾姆斯-勞巴赫伯爵，索爾姆斯-勞巴赫的奧托與梅克倫堡-施威林的安娜之子。

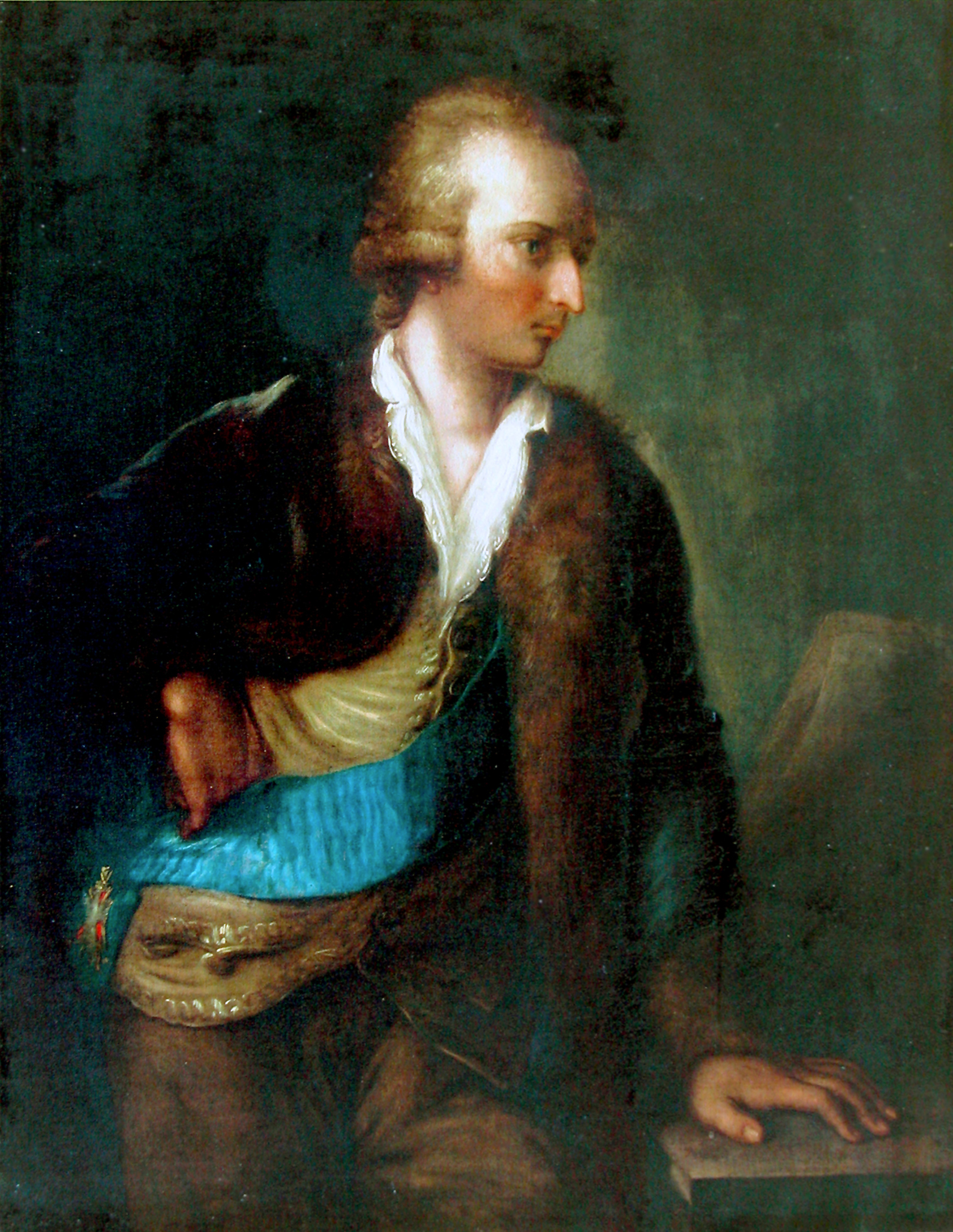
腓特烈·馬格努斯一世

## 家庭
1545年，腓特烈·馬格努斯與維德伯爵約翰三世的女兒阿格尼絲結婚，兩人共有2子2女：
1. 約翰·格奧爾格（1546年—1600年）
2. 伊莉莎白（1549年—1599年）
3. 奧托（1550年—1612年）
4. 安娜（1557年—1586年）